# MTV Europe Music Awards 2024
Die MTV Europe Music Awards 2024 wurden am 10. November 2024 im Co-op Live im nordwestenglischen Manchester verliehen. Es war die 30. Vergabe des Musikpreises. Zum siebten Mal war das Vereinigte Königreich das Gastgeberland. Die Sängerin Rita Ora war nach 2017 und 2022 zum dritten Mal Moderatorin der Veranstaltung. Zuvor hatte noch niemand mehr als zweimal durch die Verleihungsshow geführt.

## Liveauftritte
| Künstler                       | Lieder                                                           |
| Hauptshow                      | Hauptshow                                                        |
| ------------------------------ | ---------------------------------------------------------------- |
| Benson Boone                   | Slow It Down und Beautiful Things                                |
| The Warning                    | Automatic Sun                                                    |
| Shawn Mendes                   | Heart of Gold                                                    |
| Teddy Swims                    | The Door und Lose Control                                        |
| Busta Rhymes                   | Break Ya Neck, Touch It, Look at Me Now und I Know What You Want |
| Le Sserafim                    | Chasing Lightning und Crazy                                      |
| Peso Pluma und Estevan Plazola | Hollywood                                                        |
| Raye                           | Escapism, Oscar Winning Tears und Body Dysmorphia                |
| Tyla                           | Water und Push 2 Start                                           |
| Pet Shop Boys                  | All the Young Dudes und West End Girls                           |

## Preisträger
Die Nominierungen wurden am 8. Oktober 2024 verkündet. Am 10. November wurden im Rahmen der Verleihungsshow die Sieger bekanntgegeben und in einigen Kategorien den Preisträgern die Trophäen übergeben.
| Best Song | Best Video |
| --- | --- |
| Sabrina Carpenter – Espresso - Ariana Grande – We Can’t Be Friends (Wait for Your Love) - Benson Boone – Beautiful Things - Beyoncé – Texas Hold ’Em - Billie Eilish – Birds of a Feather - Chappell Roan – Good Luck, Babe!                                      | Taylor Swift featuring Post Malone – Fortnight - Ariana Grande – We Can’t Be Friends (Wait for Your Love) - Charli XCX – 360 - Eminem – Houdini - Kendrick Lamar – Not Like Us - Lisa featuring Rosalía – New Woman |
| Best Collaboration | Best Artist |
| Lisa featuring Rosalía – New Woman - Charli XCX featuring Billie Eilish – Guess - Future, Metro Boomin & Kendrick Lamar – Like That - Lady Gaga & Bruno Mars – Die with a Smile - Peso Pluma & Anitta – Bellakeo - Taylor Swift featuring Post Malone – Fortnight | Taylor Swift - Beyoncé - Billie Eilish - Post Malone - Raye - Sabrina Carpenter |
| Best R&B | Best New |
| Tyla - Kehlani - SZA - Tinashe - Usher - Victoria Monét | Benson Boone - Ayra Starr - Chappell Roan - Le Sserafim - Teddy Swims - The Last Dinner Party - Tyla |
| Best Pop | Best Electronic |
| Ariana Grande - Billie Eilish - Camila Cabello - Charli XCX - Dua Lipa - Sabrina Carpenter - Taylor Swift | Calvin Harris - David Guetta - Disclosure - DJ Snake - Fred Again - Swedish House Mafia |
| Best Rock | Best Alternative |
| Liam Gallagher - Bon Jovi - Coldplay - Green Day - Kings of Leon - Lenny Kravitz - The Killers | Imagine Dragons - Fontaines D. C. - Hozier - Lana Del Rey - Twenty One Pilots - Yungblud |
| Best Hip-Hop | Best Latin |
| Eminem - Central Cee - Kendrick Lamar - Megan Thee Stallion - Nicki Minaj - Travis Scott | Peso Pluma - Anitta - Bad Bunny - Karol G - Rauw Alejandro - Shakira |
| Best K-Pop | Best Live |
| Jimin - Jungkook - Le Sserafim - Lisa - NewJeans - Stray Kids | Taylor Swift - Adele - Coldplay - Doja Cat - Raye - Travis Scott |
| Best Push | Best Afrobeats |
| Le Sserafim - Ayra Starr - Chappell Roan - Coco Jones - Flyana Boss - Jessie Murph - Laufey - Mark Ambor - Shaboozey - Teddy Swims - The Warning - Victoria Monét                                                                                                 | Tyla - Asake - Ayra Starr - Burna Boy - Rema - Tems |
| Biggest Fans | |
| Lisa - Anitta - Ariana Grande - Beyoncé - Billie Eilish - Chappell Roan - Charli XCX - Katy Perry - Nicki Minaj - Sabrina Carpenter - Shawn Mendes - Taylor Swift                                                                                                 | |

## Regionale Awards
| Europa | Europa                                                                                                  |
| Best Austrian Act | Best Dutch Act                                                                                          |
| --- | --- |
| RAF Camora - Bilderbuch - Christina Stürmer - Esther Graf - Money Boy - Wanda                                                              | Roxy Dekker - Claude - Jonna Fraser - Mr. Belt & Wezol - Son Mieux                                      |
| Best French Act | Best German Act                                                                                         |
| Pierre Garnier - Aya Nakamura - Dadju & Tayc - Gims - Slimane - Vitaa                                                                      | Ayliva - K.I.Z - Luciano - Pashanim - Shirin David                                                      |
| Best Israeli Act | Best Italian Act                                                                                        |
| Noa Kirel - Agam Buhbut - Anna Zak - Shahar Saul - Shahar Tavoch                                                                           | Annalisa - Angelina Mango - Ghali - Mahmood - The Kolors                                                |
| Best Nordic Act | Best Polish Act                                                                                         |
| Zara Larsson (Schweden) - Alesso (Schweden) - Girl in Red (Norwegen) - Laufey (Island) - Swedish House Mafia (Schweden)                    | Daria Zawiałow - Kacperczyk - Kwiat Jabłoni - Pro8l3m - Zalewski                                        |
| Best Portuguese Act | Best Spanish Act                                                                                        |
| Bárbara Bandeira - Bárbara Tinoco - Dillaz - Ivandro - Slow J                                                                              | Lola Índigo - Ana Mena - Belén Aguilera - Dani Fernández - Mikel Izal                                   |
| Best Swiss Act | Best UK & Ireland Act                                                                                   |
| Nemo - Benjamin Amaru - Faber - Priya Ragu - Stress                                                                                        | Raye - Central Cee - Charli XCX - Chase & Status - Dua Lipa - Hozier                                    |
| Africa | |
| Best African Act | |
| Tyla (Südafrika) - Asake (Nigeria) - Ayra Starr (Nigeria) - DBN Gogo (Südafrika) - Diamond Platnumz (Tansania) - TitoM & Yuppe (Südafrika) | |
| Asien | |
| Best Indian Act | Best Asia Act                                                                                           |
| Mali - Armaan Malik - Chirag Todi - Dee MC & EPR - Hanumankind - Kamakshi Khanna                                                           | Bini (Philippinen) - Illit (Südkorea) - Mahalini (Indonesien) - Masdo (Malaysia) - Sakurazaka46 (Japan) |
| Australien und Neuseeland | |
| Best Australian Act | |
| Sia - Confidence Man - Cyril - Kylie Minogue - The Kid Laroi - Troye Sivan                                                                 | |
| Amerika | |
| Best Brazilian Act | Best Canadian Act                                                                                       |
| Pabllo Vittar - Jão - Luísa Sonza - Matuê - Pedro Sampaio                                                                                  | Shawn Mendes - AR Paisley - Kaytranada - Nelly Furtado - Tate McRae                                     |
| Best Caribbean Act | Best Latin America North Act                                                                            |
| Young Miko - Eladio Carrión - Luar la L - Myke Towers - Yovngchimi                                                                         | YeriMua - Danna - El Malilla - Gabito Ballesteros - Natanael Cano                                       |
| Best Latin America Central Act | Best Latin America South Act                                                                            |
| Manuel Turizo - Beéle - Blessd - Kapo - Sofia Castro                                                                                       | Dillom - Emilia - Luck Ra - María Becerra - Trueno                                                      |
| Best US Act | |
| Taylor Swift - Ariana Grande - Beyoncé - Kendrick Lamar - Sabrina Carpenter                                                                | |